# Aloe lutescens
Aloe lutescens é uma espécie de liliopsida do gênero Aloe, pertencente à família Asphodelaceae.